# 두건버섯류
두건버섯류 (Leotiomyceta)는 주발버섯강과 바퀴버섯강을 제외한, 모든 사상체 자낭균류(주발버섯아문)를 대표한다. 이는 균계의 DNA 염기서열 비교를 통한 여러 연구에서 확인되는 사실이다.. 초기에는 상강의 하나로 제안된 바 있지만, 좀 더 최근에는 강(綱) 이상(사카로미케스강, 종기버섯강, 핵균강과 함께)의 잘 지지되는 분류군으로, 분류 등급없는 분류군의 하나로 제안하고 있다. 분류 등급없는 분류는 식물과 균류(ICBN)의 분류학적 분류법을 위한 규칙을 엄격히 따르지 않는다. 그러므로 이들 이름은 비공식적이지만, 자연스런 분류군이 반영되어 있다.